# Longchi (köping i Kina, Shandong)
Longchi (kinesiska: 龙池镇, 龙池) är en köping i Kina. Den ligger i provinsen Shandong, i den östra delen av landet, omkring 210 kilometer öster om provinshuvudstaden Jinan. Antalet invånare är 25 923. Befolkningen består av 12 476 kvinnor och 13 447 män. Barn under 15 år utgör 11,0 %, vuxna 15-64 år 73 %, och äldre över 65 år 14,0 %.
Genomsnittlig årsnederbörd är 689 millimeter. Den regnigaste månaden är juli, med i genomsnitt 232 mm nederbörd, och den torraste är januari, med 10 mm nederbörd.